# Antonio Maria Vegliò

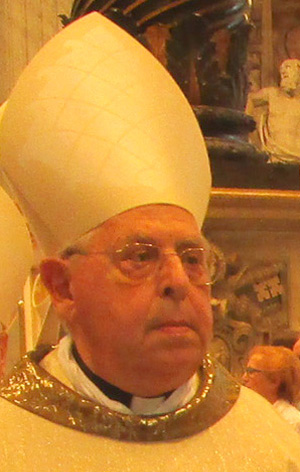
Antonio Maria Kardinal Vegliò (2014)

Antonio Maria Kardinal Vegliò (* 3. Februar 1938 in Macerata Feltria, Provinz Pesaro und Urbino, Italien) ist ein italienischer Geistlicher und emeritierter Kurienkardinal der römisch-katholischen Kirche.

## Leben

Kardinalswappen

Antonio Maria Vegliò empfing am 18. März 1962 das Sakrament der Priesterweihe. Er wurde im Fach Kanonisches Recht promoviert. 1968 trat Vegliò in den diplomatischen Dienst des Heiligen Stuhls ein. Er war in den Apostolischen Nuntiaturen in Großbritannien, Peru, auf den Philippinen und im Senegal tätig.
Am 27. Juli 1985 ernannte ihn Papst Johannes Paul II. zum Titularerzbischof von Aeclanum und zum Apostolischen Pro-Nuntius in Papua-Neuguinea und auf den Salomonen. Die Bischofsweihe spendete ihm Kardinalstaatssekretär Agostino Casaroli am 6. Oktober desselben Jahres; Mitkonsekratoren waren Erzbischof Achille Silvestrini und Bischof Gaetano Michetti. Am 21. Oktober 1989 ernannte ihn Johannes Paul II. zum Apostolischen Pro-Nuntius im Senegal, auf Kap Verde, in Guinea-Bissau und Mali. 1994 wurde Antonio Maria Vegliò Apostolischer Nuntius für diese Länder. Am 2. Oktober 1997 wurde Vegliò Apostolischer Nuntius im Libanon und in Kuwait. Er trat am 13. Dezember 1999 als Apostolischer Nuntius in Kuwait zurück. Am 11. April 2001 ernannte ihn Papst Johannes Paul II. zum Sekretär der Kongregation für die orientalischen Kirchen.
Am 28. Februar 2009 ernannte ihn Papst Benedikt XVI. zum Präsidenten des Päpstlichen Rates der Seelsorge für die Migranten und Menschen unterwegs. Mit der Auflösung des Päpstlichen Rates zum 1. Januar 2017 endete diese Tätigkeit.
Im Konsistorium vom 18. Februar 2012 nahm ihn Benedikt XVI. als Kardinaldiakon mit der Titeldiakonie San Cesareo in Palatio in das Kardinalskollegium auf. Antonio Maria Vegliò nahm am Konklave 2013 teil, an dem Franziskus als Papst gewählt wurde. Am 4. März 2022 wurde er von Papst Franziskus unter Beibehaltung seiner Titeldiakonie als Titelkirche pro hac vice zum Kardinalpriester ernannt.

## Mitgliedschaften
Kardinal Vegliò war Mitglied folgender Dikasterien der Römischen Kurie:
- Kongregation für den Gottesdienst und die Sakramentenordnung (2012–2018)[4]
- Päpstlicher Rat für die Laien (2012–2018)[4]
- Päpstlicher Rat für die Familie (2012–2018)[4]
- Päpstliche Kommission für den Staat der Vatikanstadt (2013–2018)[5]